# Musée zoologique de Saint-Pétersbourg

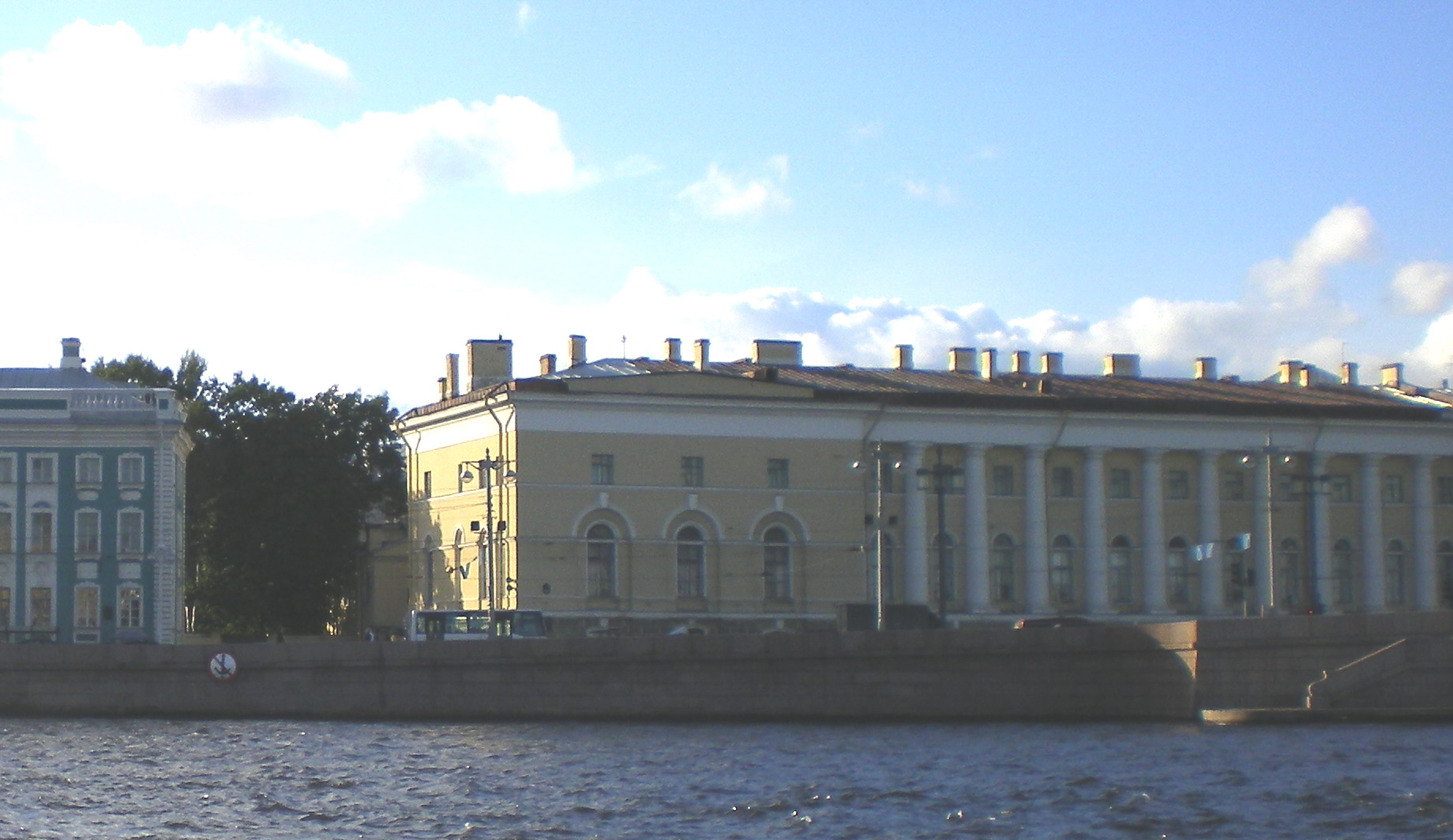
Bâtiment du musée zoologique de Saint-Pétersbourg, à droite.

Le musée zoologique de Saint-Pétersbourg, de son nom officiel musée zoologique de l'Institut zoologique de l'Académie des sciences de Russie (Зоологический музей Зоологического института РАН) est un musée voué à la zoologie situé à Saint-Pétersbourg, 1 quai de l'Université, à la pointe de l'île Vassilievski. C'est l'un des musées zoologiques parmi les plus anciens de Russie, puisqu'il a été fondé en 1832, en tant que département séparé de la Kunstkamera. Il dépend aujourd'hui de l'Institut zoologique de l'Académie des sciences de Russie, fondé en 1931. Son directeur est M. Alexeï Tikhonov depuis 2007.

## Historique

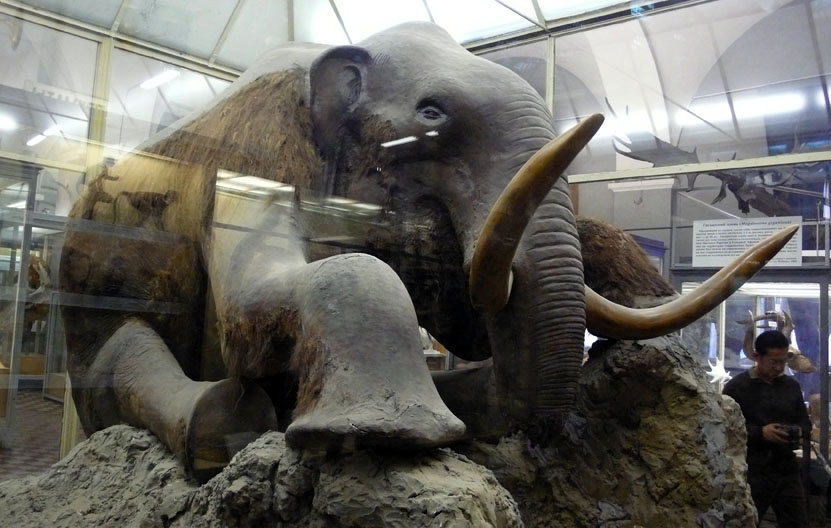
Mammouth reconstitué, le seul au monde de la sorte

Le musée est fondé en tant que tel le 4 juillet 1832 sur la base des collections de la Kunstkamera. Il est installé alors dans une aile arrière de l'Académie impériale des sciences, construite en 1826-1831 par F. Luchini et occupe trois salles. Il s'enrichit rapidement de spécimens rapportés d'expéditions russes, comme celles de Nordmann au Caucase, celles de Lütke autour du monde, de Baer en Laponie et en Nouvelle-Zemble, de Middendorff en Sibérie arctique et en Sibérie orientale, de Schrenck dans l'Extrême-Orient russe, etc. Pour son cinquantenaire en 1882, il occupe trente-deux salles.
Puis l'exploration, au cours de la seconde moitié du XIXe siècle, des plateaux d'Asie Centrale, sous l'impulsion de Nikolaï Prjevalski, de Vsevolod Roborovski, de Mikhaïl Pevzov et des frères Mikhaïl et Grigori Grumm-Gerdjimaïlo, nécessite l'agrandissement du musée dans les années 1890. 
Le musée a déménagé dans ses locaux actuels (anciennes dépendance de la Bourse) en 1896, mais les travaux d'installation et de reconstruction durent cinq ans, si bien qu'il est inauguré le 6 (19) février 1901 en présence de Nicolas II, des membres de la famille impériale et de la direction du musée. En 1922, à l'issue de la guerre civile, l'état du musée est tel, que l'académicien Vladimir Steklov déclare : « les collections du musée se dégradent, dans un musée zoologique qui est pourtant le deuxième au monde après le musée zoologique britannique et qui le dépasse en ce qui concerne le nombre des pièces qui n'ont pas encore été exploitées. Le travail scientifique et l'étude des pièces deviennent impossibles. »
De nombreux scientifiques du musée trouvent la mort pendant le terrible siège de Léningrad et l'on peut lire leurs noms sur une plaque mémorielle au musée. Ses collections ne sont pas évacuées pendant le siège et le musée alors fermé n'est ni éclairé ni chauffé. C'est en 1947-1954 qu'il est décidé de procéder à d'importants travaux et de changer l'ordonnancement des salles d'exposition, sous la direction de V. B. Doubinine, directeur du musée à l'époque. L'étiquetage et la nomenclature sont révisées par son directeur suivant, le professeur A. I. Ivanov.

## Salles d'exposition
Plus de trente mille pièces sont exposées sur 6 000 mètres carrés. Elles se trouvent surtout au rez-de-chaussée de l'Institut zoologique ainsi que dans la première salle. La riche collection d'insectes est située au premier étage.

### Première salle

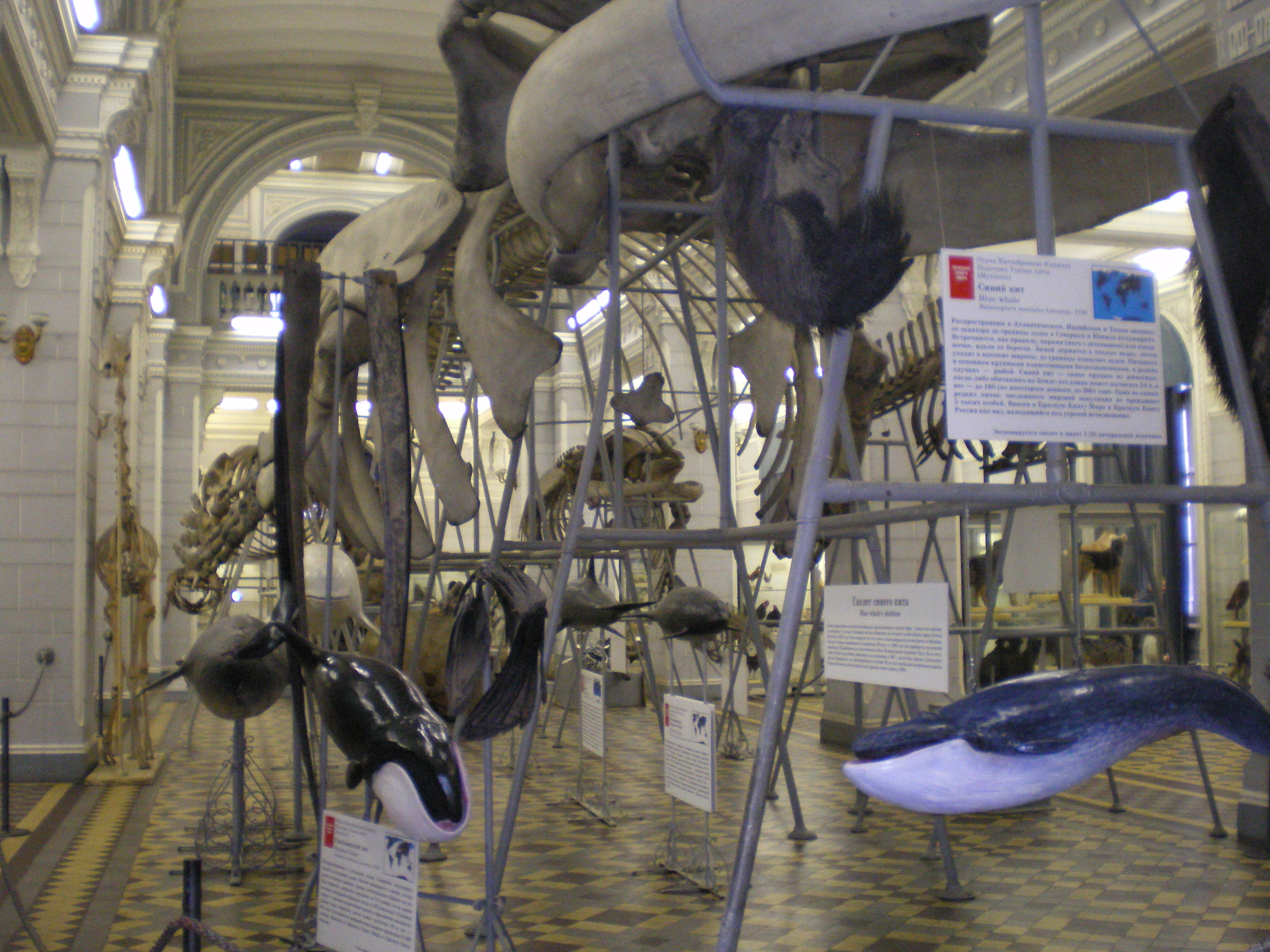
Vue de la première salle

La première salle présente plus de dix mille insectes, des pinnipèdes et des cétacés, dont un squelette parmi les plus grands du monde d'une baleine bleue d'une longueur de vingt-sept mètres, échouée en 1827 sur la plage d'Ostende et donnée en 1856 au musée. On trouve également à l'entrée de cette salle, près de l'escalier d'honneur, les premiers spécimens achetés par Pierre le Grand pour sa Kunstkamera. On remarque parmi les animaux empaillés, la jument favorite de Pierre le Grand, Lisette, et son chien, Tyran.

### Deuxième salle
Les vitrines de cette salle présentent toute sorte de poissons, amphibiens, reptiles et oiseaux (dont beaucoup issus de la collection du baron von Kittlitz), ainsi que trois mille spécimens d'invertébrés (mollusques, crustacés, spongiaires ou coraux).

### Troisième salle
La troisième salle est dédiée aux mammifères, avec une collection systématique sur la gauche, tandis que le centre et le côté droit de la salle présentent quatre-vingt-neuf groupes biologiques de différents environnements qui vont des animaux de la taïga de l'Oussouri, jusqu'à des micro-environnements. On y trouve des pièces d'exposition uniques d'espèces éteintes, comme le loup de Tasmanie, la rhytine de Steller (squelette bien conservé) et une collection de mammouths (avec le petit mammouth surnommé Dima, conservé grâce au permafrost).

## Illustrations

Le petit mammouth Dima
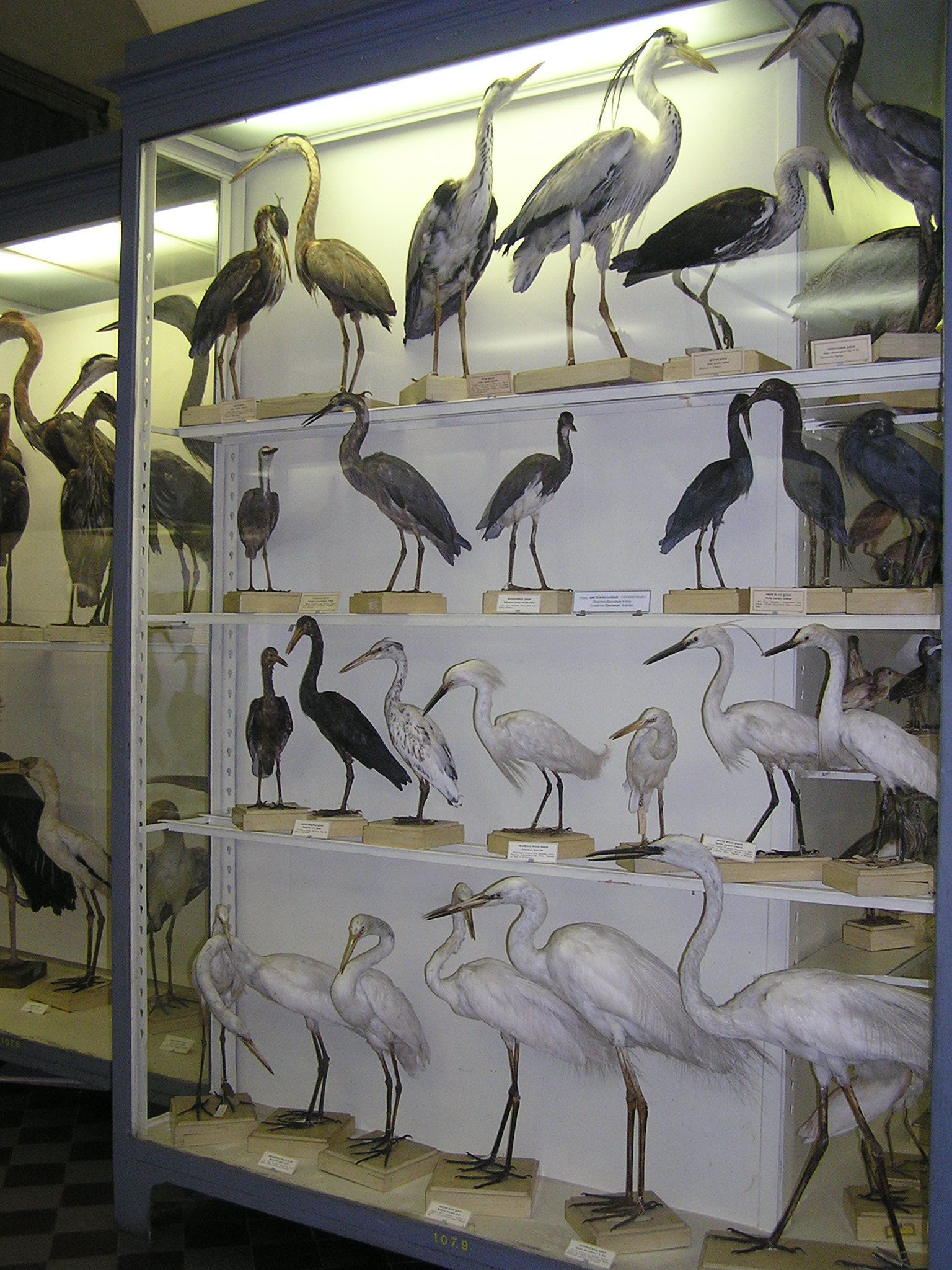
Vitrine des hérons
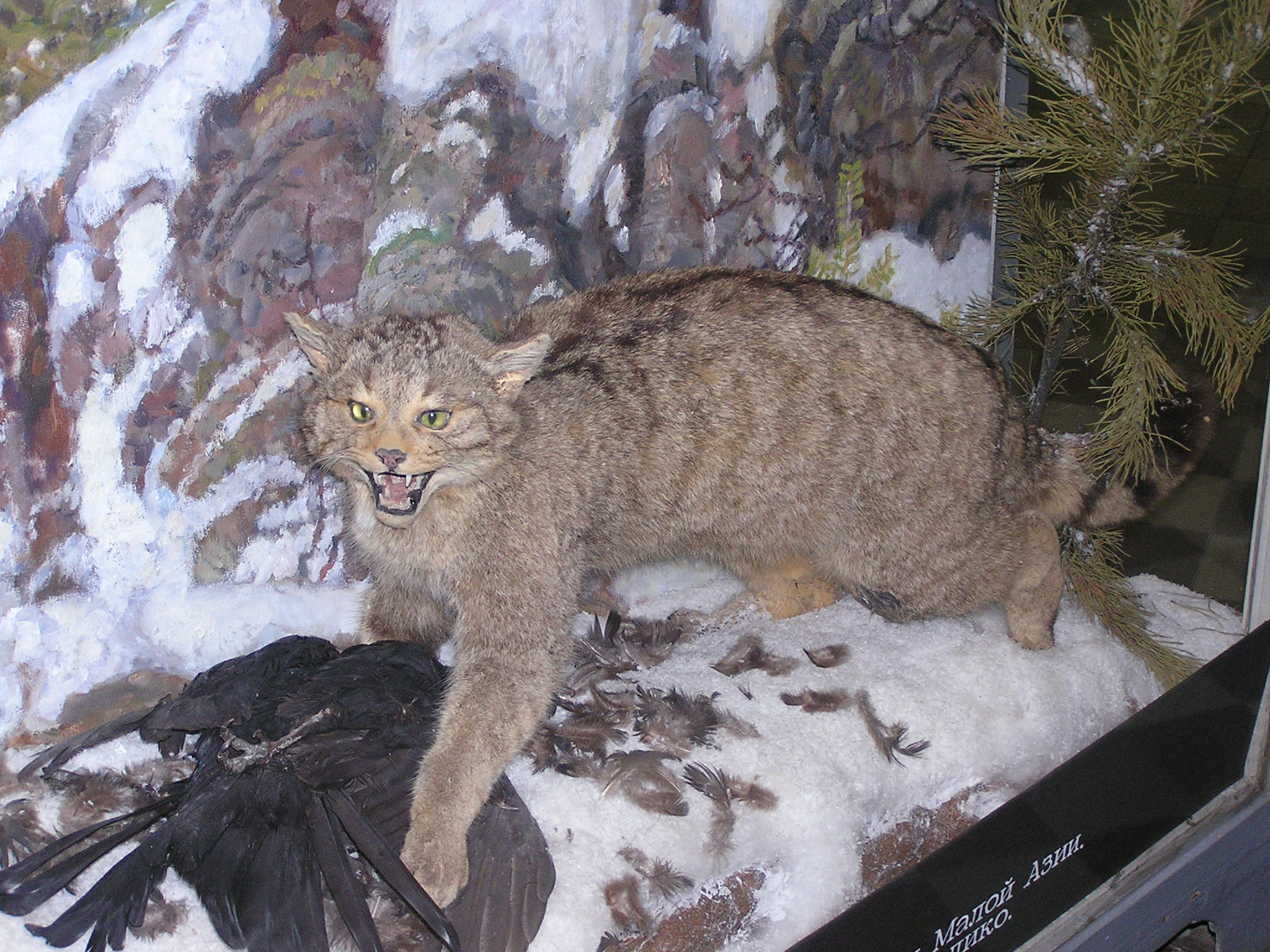
Chat sauvage d'Asie mineure
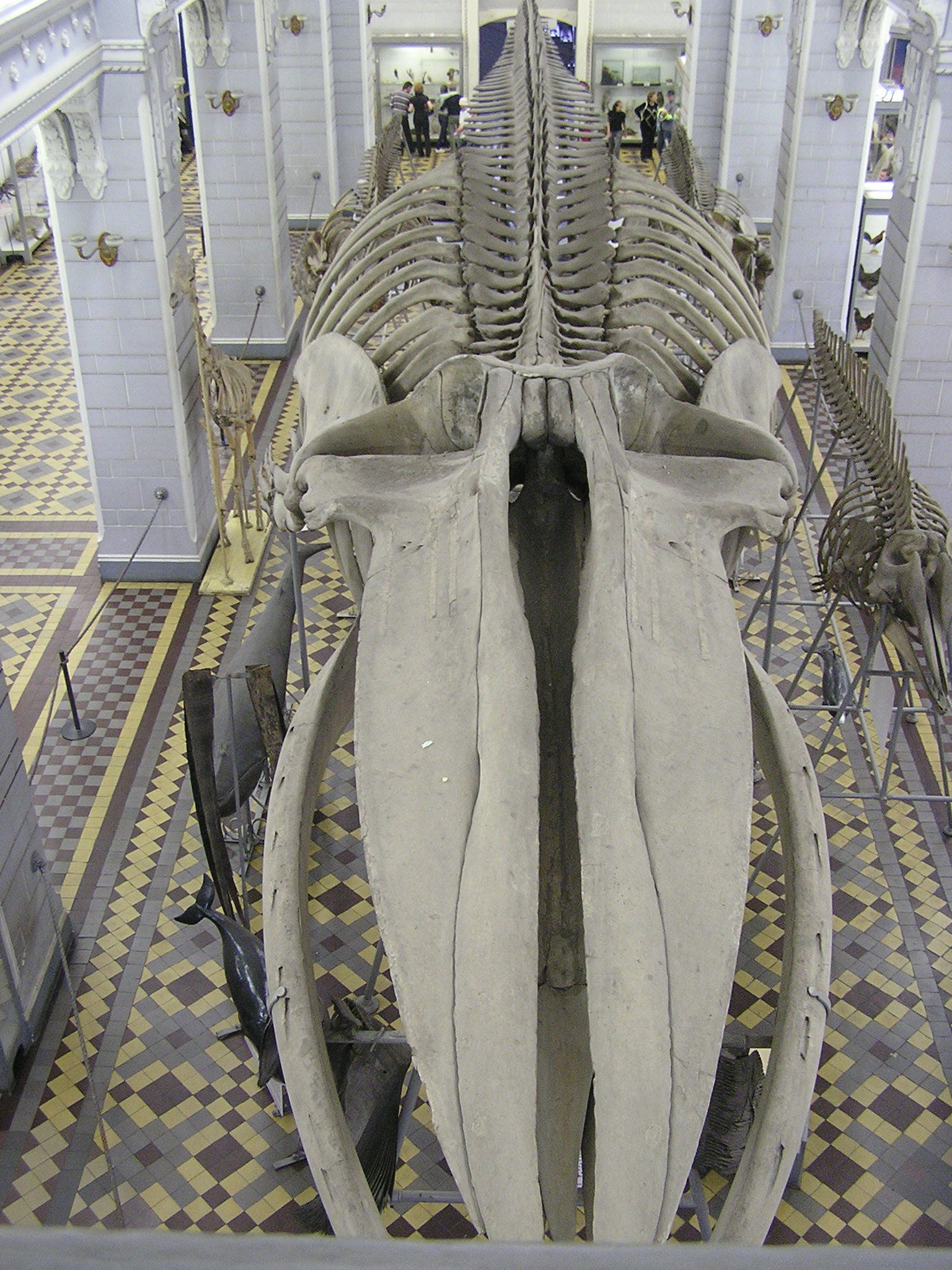
Squelette d'une baleine bleue
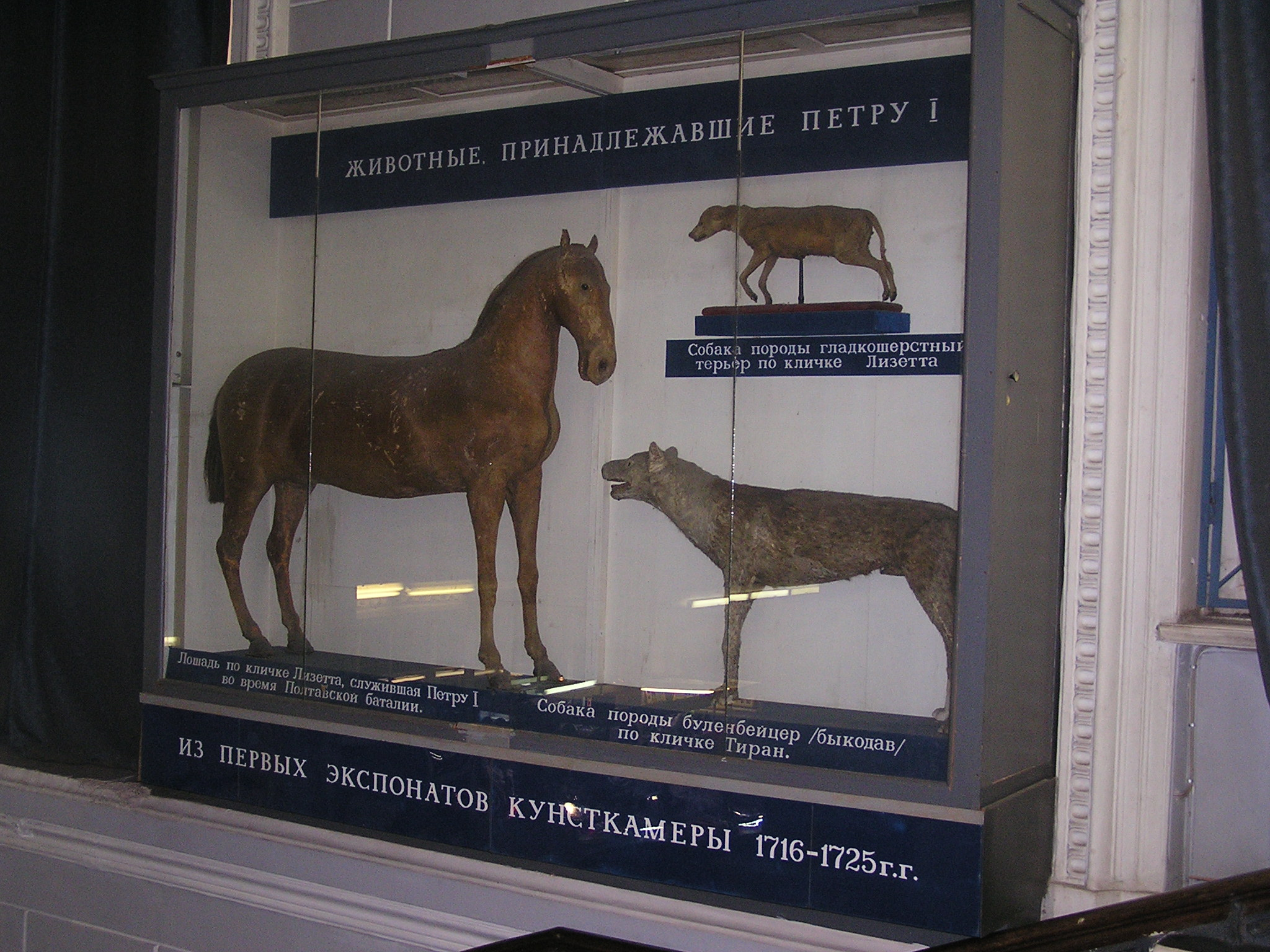
Lisette, jument de Pierre le grand et deux de ses chiens
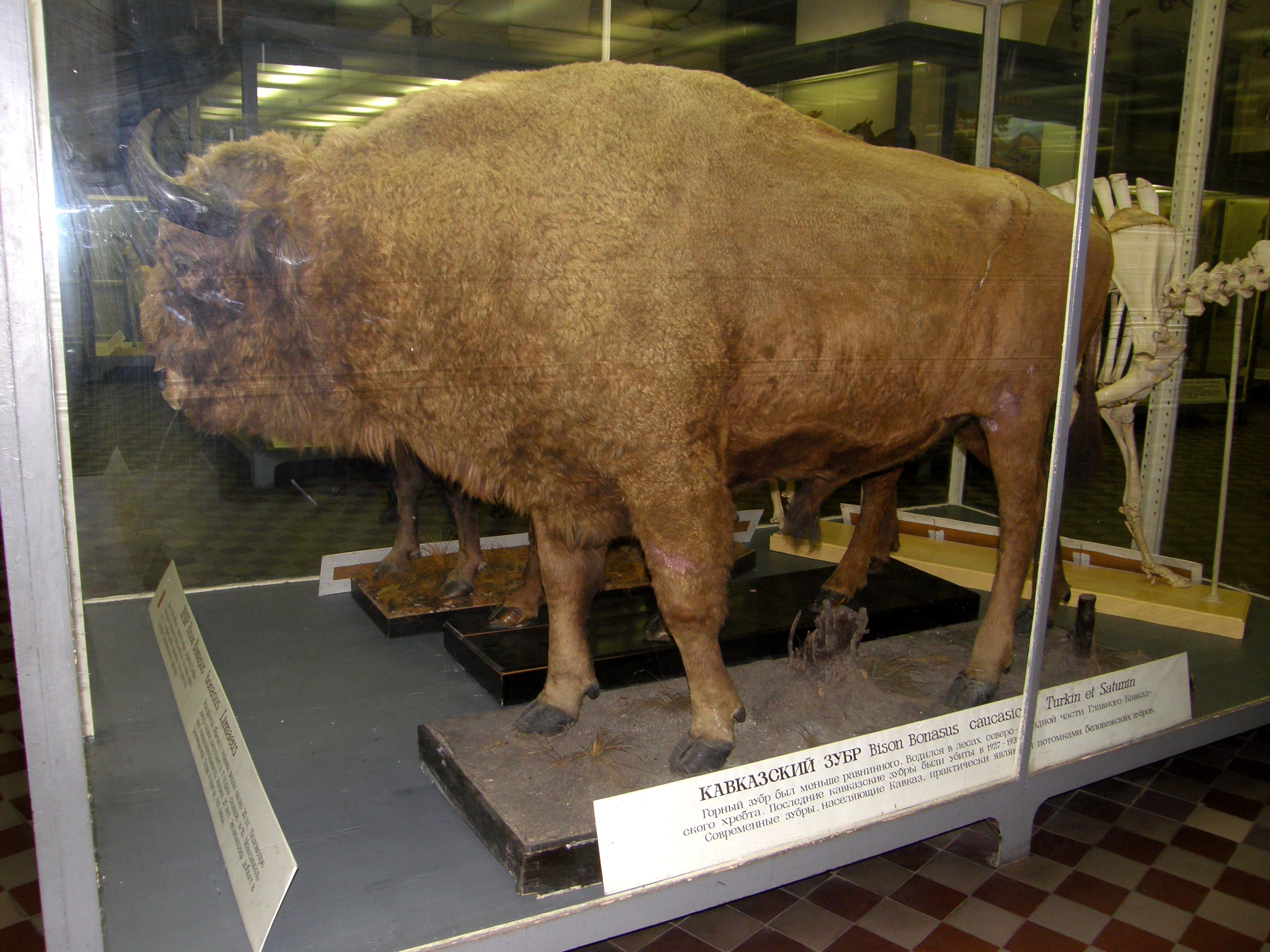
Bison Bonasus caucasicus
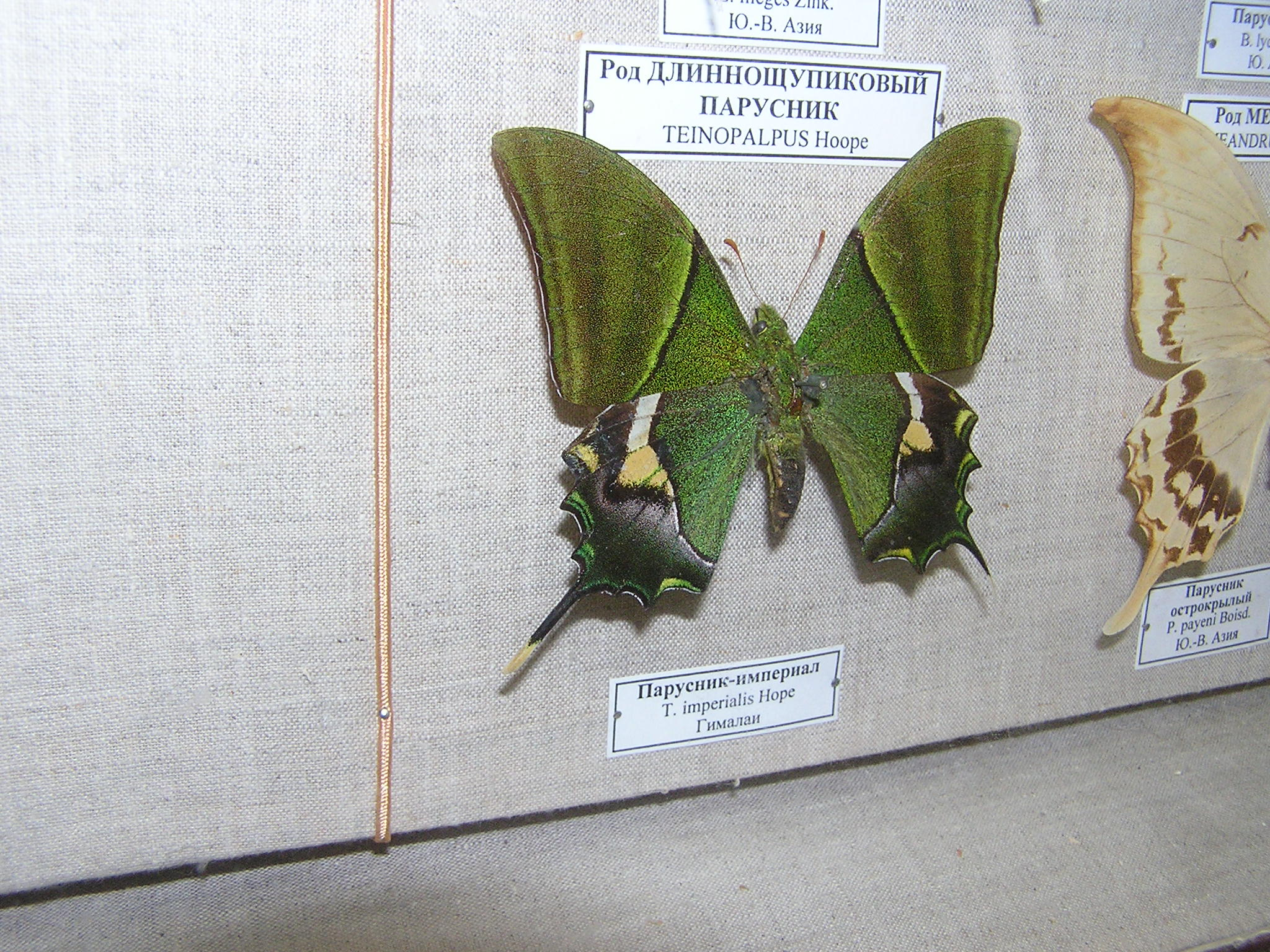
Papillon Teinopalpus imperialis
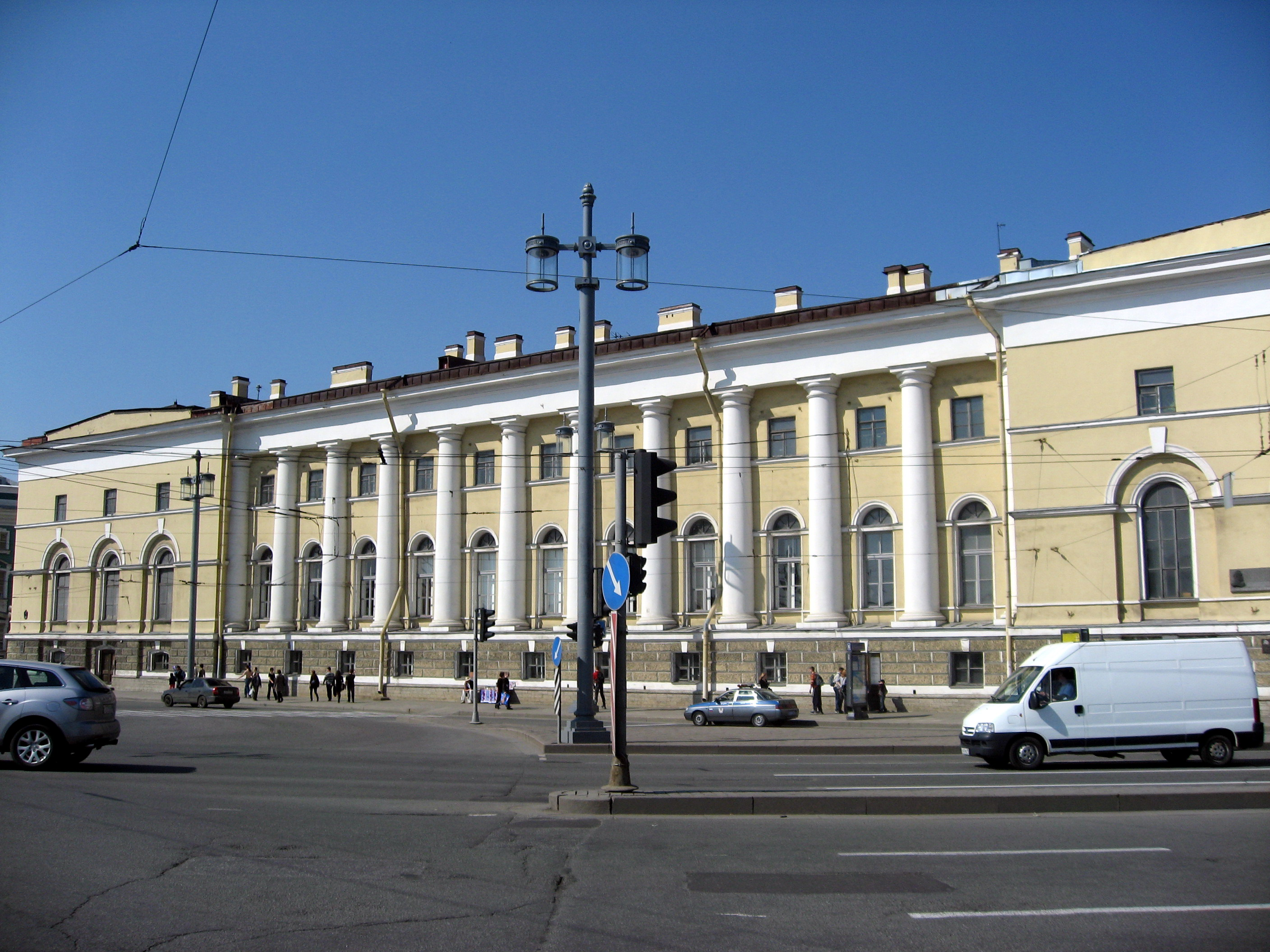
Façade du musée
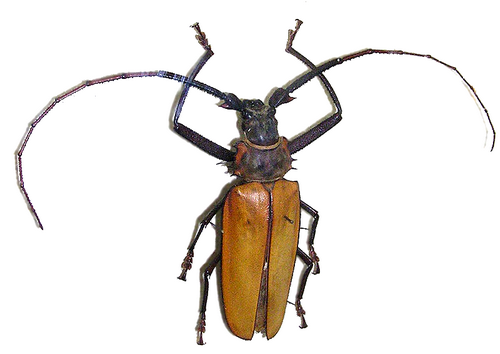
Capricorne Enoplocerus armillatus

## Notes

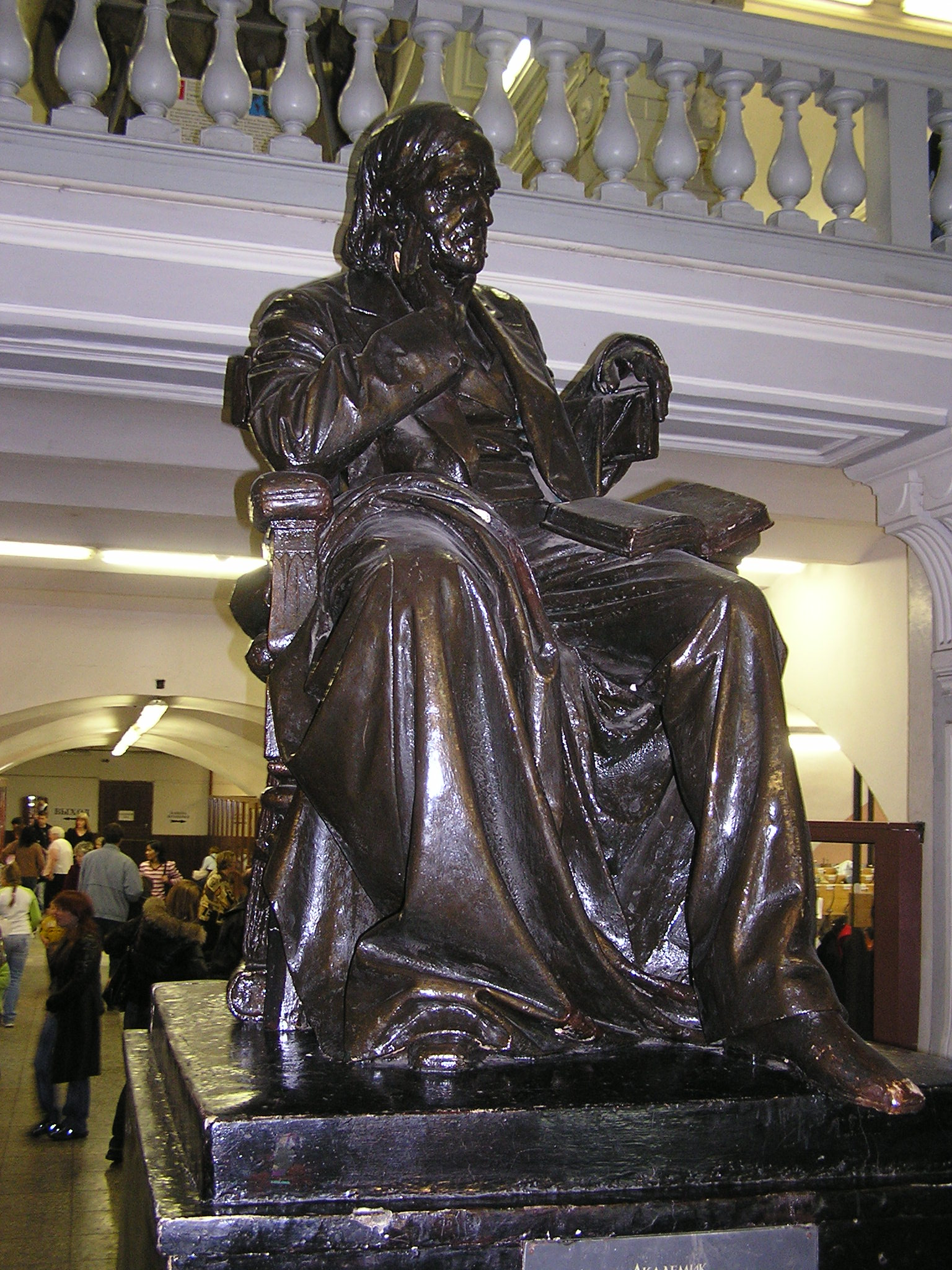
Statue de Karl Ernst von Baer

## Liens externes

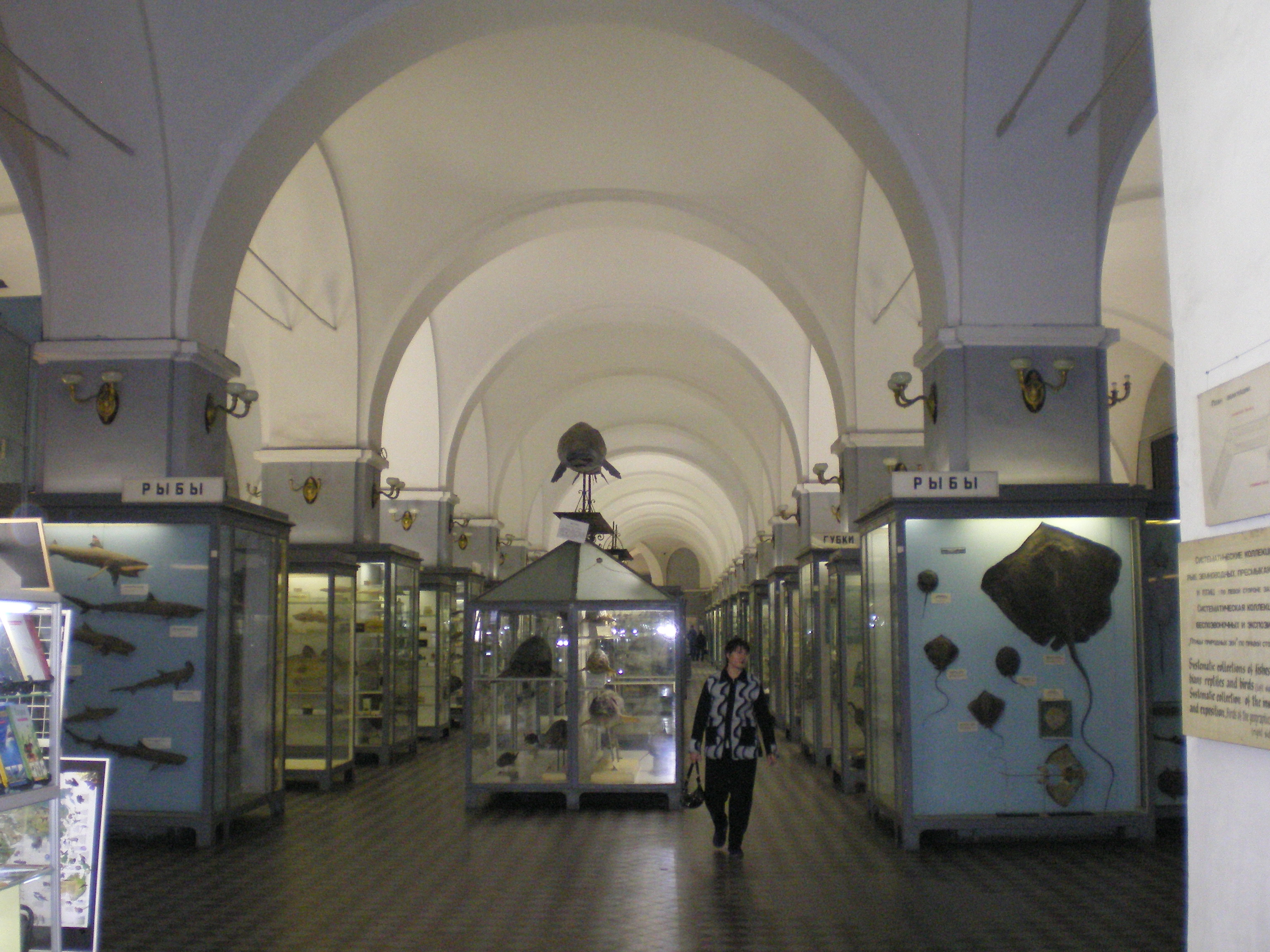
Salle des poissons.